# Felix Iñurrategi
Felix Iñurrategi (ur. 1 kwietnia 1967, zm. lipiec 2000) – hiszpański himalaista. 

## Życiorys
Zginął podczas zejścia z Gaszerbrumu II – swojego 12. ośmiotysięcznika. Brat Alberta Iñurrategi – zdobywcy Korony Himalajów.

## Zdobyte ośmiotysięczniki
- 1991 – Makalu
- 1992 – Mount Everest
- 1994 – K2
- 1995 – Czo Oju
- 1995 – Lhotse
- 1996 – Kanczendzonga
- 1996 – Sziszapangma
- 1997 – Broad Peak
- 1998 – Dhaulagiri
- 1999 – Nanga Parbat
- 2000 – Manaslu
- 2000 – Gaszerbrum II